# RALGPS1
RALGPS1‏ (Ral GEF with PH domain and SH3 binding motif 1) هوَ بروتين يُشَفر بواسطة جين RALGPS1 في الإنسان.